# Hans Abrahamsen
Hans Abrahamsen, född 23 december 1952 i Kongens Lyngby, är en dansk kompositör.
Abrahamsen har studerat bland annat för Per Nørgård, och representerade under 1970-talet en nyenkelhet i opposition mot den seriella modernismen. I sin musik har han tagit upp element från äldre musik. 
Bland Abrahamsens verk märks orkesterverk som Nacht und Trompeten (1981) och Lied in fall (1988), samt verk för kammarensembler och vokalverk, såsom Schnee (2008), 10 præludier for strygekvartet (1973) och Aria (1979).

## Priser och utmärkelser
- 2016 – Nordiska rådets musikpris för verket Let me tell you
- 2017 – Ledamot av Kungliga Musikaliska Akademien
- 2019 – Léonie Sonnings musikpris